# Lindsay Hoyle
Sir Lindsay Harvey Hoyle (10 de junio de 1957) es un político británico, Presidente de la Cámara de los Comunes desde el 4 de noviembre de 2019. Fue miembro del parlamento británico por Chorley en las filas del Partido Laborista desde 1997 hasta su elección como presidente de la cámara.
Como laborista, Hoyle sirvió como Chairman of Ways and Means y como adjunto del presidente de la cámara John Bercow de 2010 a 2019, antes de ser elegido presidente el 4 de noviembre de 2019.

## Primeros años
Hijo del anterior miembro del parlamento por el partido laborista Doug Hoyle, Barón Hoyle y Pauline Spencer, Hoyle nació y se crio en Adlington, Lancashire. Asistió la Escuela Primaria de Adlington y la Lord's College en Bolton. Con anterioridad a ser elegidos como un miembro del parlamento dirigió su propio negocio de serigrafía y textiles.

## Carrera política

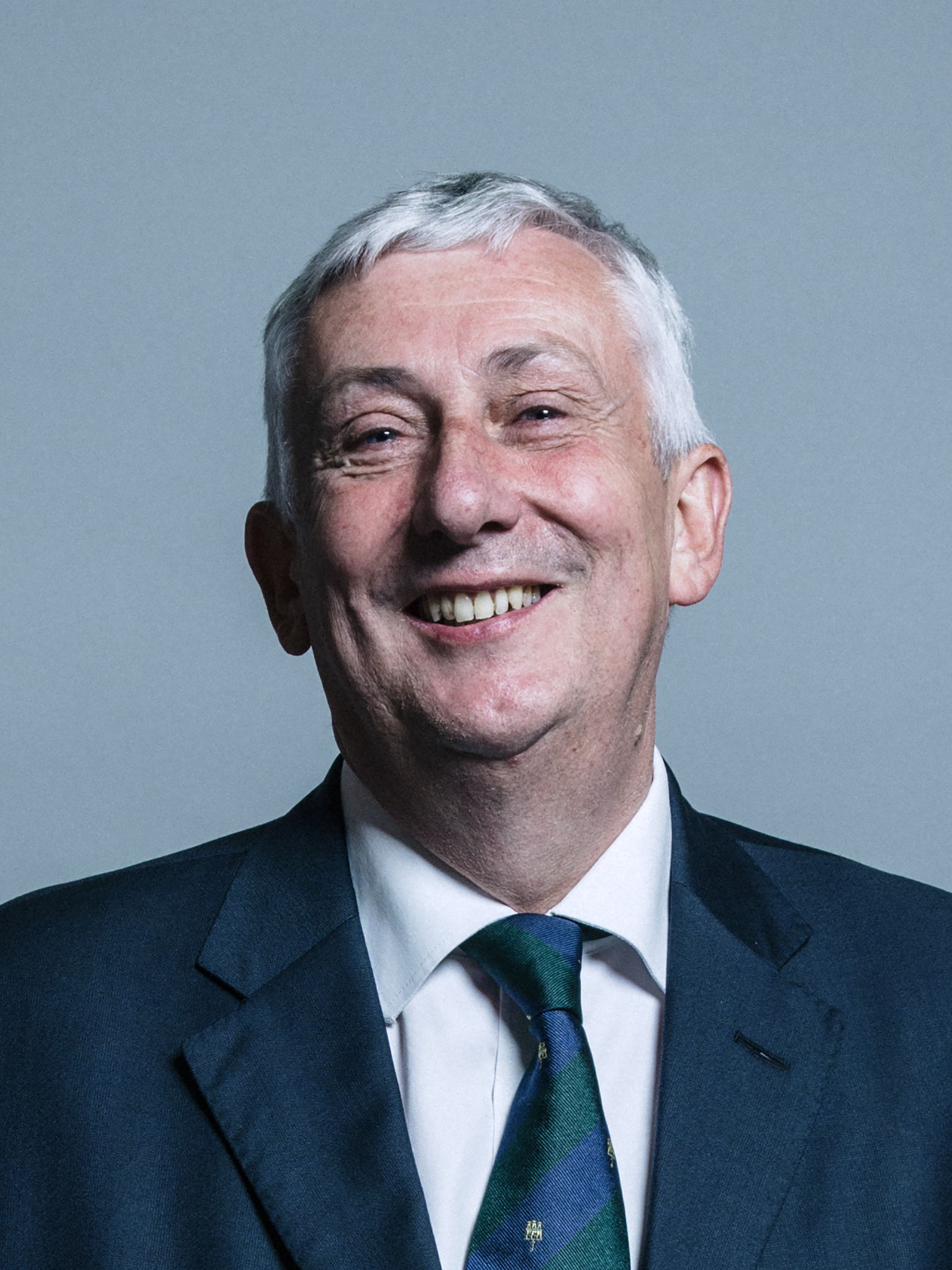
Lindsay Hoyle en 2017

### Concejal
En las elecciones locales en 1980 en el Reino Unido, Hoyle fue elegido como el Concejal Laborista por Chorley Borough para el Adlington ward, derrotando al Conservador. Fue re-elegido en cuatro periodos, y sirvió de vicepresidente desde 1994 a 1997. Después de ser elegido como un miembro del parlamento, acabó su tiempo en el consejo como el alcalde anual antes de dar un paso abajo en la elección local de 1998.

### Miembro del parlamento británico
En febrero de 1996, Hoyle fue escogido como el candidato laborista para el distrito electoral de Chorley en la elección general de.1997. Ganó la elección con una mayoría de 7.625; deviniendo en el primer miembro del parlamento para Chorley en dieciocho años.
En los días posteriores a la muerte de Diana, princesa de Gales, en agosto de 1997, Hoyle solicitó que se construyera un nuevo hospital nacional para niños como un monumento a ella. Unos cuantos días más tarde, Hoyle escribió a operador de aeropuerto BAA, operadores de Londres Heathrow Aeropuerto, instándoles para cambiar el nombre del aeropuerto a Diana, Princesa de Gales. Ninguna de las propuestas se llevó a cabo.
Hoyle Sirvió como miembro del Comité de Comercio y de Industria (más tarde el Comité Empresarial) de 1998 a 2010 y como miembro del Comité de Escrutinio europeo de 2005 a 2010. Actualmente es el presidente del Grupo de todo el partido británico de Gibraltar en el Parlamento (del cual su padre es el tesorero) y vicepresidente del grupo de todo el partido de las Islas Vírgenes Británicas.
Hoyle se enfrentó con el entonces Primer ministro Tony Blair sobre asuntos como Gibraltar y tasas de matriculación. Con respecto a aquellos enfrentamientos, Hoyle diría "no soy anti-Tony; nos hizo elegibles y ganó tres veces. Pero hay principios y promesas que no rompes". Hoyle es uno del pocos miembros del parlamento que rechazó decir si votó Quedarse o Salir en el referéndum de 2016.

### Chairman of Ways and Means
Hoyle fue elegido Chairman of Ways and Means y Vicepresidente de la Cámara de los Comunes el 8 de junio de 2010, la primera vez que este cargo había sido votado por papeleta, en vez de ser nombrado por el líder de la Casa. Fue nombrado al Consejo Privado del Reino Unido en enero de 2013.
El 20 de marzo de 2013, Hoyle ganó aclamación pública por su manejo del Presupuesto de procedimiento, el cual era frecuentemente interrumpido por miembros del parlamento en forma burlesca.

### Presidente de la cámara de los comunes
El 4 de noviembre de 2019 Hoyle entró a la elección para portavoz, para reemplazar a John Bercow. En los días antes de la elección, Hoyle era coherentemente visto por los medios de comunicación como el corredor de frente en la carrera. Hoyle Mantuvo una ventaja sustancial en la primera, segunda, y tercera papeleta de la elección, pero no logrando el 50% requerido para ganar.
Poco después, Hoyle fue elegido portavoz en la cuarta papeleta, derrotando a Chris Bryant, ganando 325 votos fuera de un total de 540 reparto. Hoyle entonces recibió la real aprobación en la cámara de los lores. De acuerdo con la convención, siguiendo la elección Hoyle rescindirá su afiliación al partido Laborista.

## Vida personal
El portavoz tiene la obligación de residir en la casa del portavoz del Palacio de Westminster. Hoyle Continúa viviendo en Adlington. Se ha casado dos veces y tiene dos hijas. Se casó en 1974 con Lynda Anne Fowler; se divorciaron en 1982. En junio de 1993, Hoyle contrajo matrimonio con Catherine Swindley, quién le ganó como Concejal laborista para Adlington en las elecciones de mayo de 1998. Ha empleado también a su esposa como su secretaria de medio tiempo del distrito electoral. La hija mayor de Hoyle, Emma, trabajó en su oficina distrital, en cuyo cargo le representó en el Consejo de Chorley de Burgo.

## Tratamientos
- 1957–1997: Señor Lindsay Harvey Hoyle
- 1997–1997: Señor Lindsay Harvey Hoyle Miembro del parlamento
- 1997–2013: El Honorable Lindsay Harvey Hoyle Miembro del parlamento.
- 2013–2017: El muy Honorable Lindsay Harvey Hoyle Miembro del parlamento.
- 2017@–: El muy honorable Sir Lindsay Harvey Hoyle Miembro del parlamento.

De parte de la nobleza de su padre en 1997 recibió el título y estilo de Honorable. Obtuvo el título y estilo de Muy Honorable cuándo juró al formar parte del Consejo Privado del Reino Unido el 12 de febrero de 2013.